# Rio dei Greci
Il Rio dei Greci è un canale di Venezia nel sestiere di Castello. Collega il Rio di San Lorenzo con il Bacino di San Marco.

## Origine
Dopo le vittorie di Orhan, Murad I e Bayezid I, molti greci emigrarono tra il 1400 e il 1437 a Venezia. Una seconda ondata seguì nel 1453 dopo la caduta di Costantinopoli sotto Mehmed II.
Fu quindi ordinato a tutti i Greci di celebrare i loro uffici nella cappella di Sant'Orsola vicino a San Zanipolo e poi nella chiesa di San Biagio.
I greci acquistarono quindi nel 1526 un appezzamento di terreno nella parrocchia di Sant'Antonino per costruire un santuario dedicato a San Giorgio Martire dal 1539 al 1573 e dedicato nel 1564.

## Ponti
È attraversato da due ponti   :
- a sud, il Ponte de la Pietà lungo la Riva degli Schiavoni
- a nord, il Ponte dei Greci tra Calle de la Madonna e Fondamenta de l'Osmarin.[1]